# Anoya Zulu
Anoya Zulu è un ward dello Zambia, parte della Provincia di Copperbelt e del Distretto di Chililabombwe.